# Скульд

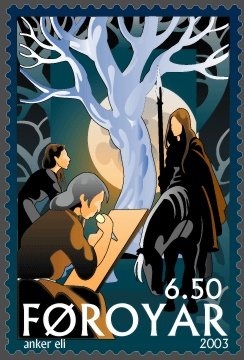
Наймолодша з норн Скульд (Анкер Елі Петерсен, 2003 р.)

Скульд (Борг або майбутнє) — згідно із скандинавською міфологією наймолодша з трьох норн. Назви норн Урд, Верданді та Скульд означають три різних етапи життя: «Минуле, сьогодення та майбутнє».
Скульд також є валькірією, яка обирає чоловіків-воїнів, яким суджено померти. Норни уособлюють долю в германо-скандинавській міфології. Жінки, згідно зі Старшою Едди, прядуть долю людей у вигляді ниток, а наймолодша розрізає нитку долі.
Норни є важливим елементом давньоскандинавської космології та міфу про створення людської душі.

## Пророцтва Вельви
Згадки про Скульд є у Старшій Едді Сноррі Стурлусона, де вказується, що Скульд визначала долю людей при народженні, як і інші норни. Вона жила біля джерела Урд поряд з двома іншими норнами Урд та Верданді в корінні світового дерева Іггдрасілль, яке норни щоденно поливають з джерела.
```
20
 З'явились там діви
три велемудрі, просто з тих вод, й під деревом сіли;
Урд звали першу, другу
 
— 
Верданді
, різали 
руни
, Скульд була третя.
Присуд судили, життя обривали
всім, хто родився, долю рекли.
 
— Переклад Віталія Кривоноса
[
2
]
```

Також у 17 строфі сказано про створення першого чоловіка та жінки, Аска і Ембли, та вказано, що вони не мали долі. У 20 строфі згадуються норни, які пряли нитки долі та наділили долею перших людей.
Іноді Скульд супроводжує валькірій, обираючи на полі бою воїнів, яким суджено померти. Наймолодша норна є представником смерті. Вона тісно зв'язана з магією та чаклунством та близька до богині смерті Хель. У Пророцтвах Вельви (Старша Едда) в перекладі В. Кривоноса згадується Скульд як валькірія:
| Sá hon valkyrjur vítt um komnar, görvar at ríða til Goðþjóðar. Skuld helt skildi, en Skögul önnur, Gunnr, Hildr, Göndul ok Geirskögul. | Зріла валькірій: вона всюдисущих: ладних рушати: до готів країн. Скульд має щита, а Скогуль інша, Гунн, Хільд, Гьондуль: і Гейрскогуль. Нині всі названі: норни Володаря, ладні рушати: полем валькір'ï. |

## Видіння Гюльві
У Молодшій Едді в Видіннях Гюльві Скульд згадується як валькірія: Вони звуться Валькіріями: їх Одін посилає на кожен бій; вони визначають чоловічу долю і нагороджують перемогою. Гудр і Рота і наймолодша Норна, вона, що зветься Скульд, вирушає на поле борні, щоб забрати вбитих і вирішити бій.